# Dustin Farnum
Dustin Farnum, all'anagrafe Dustin Lancy Farnum (Hampton Beach, 27 maggio 1874 – New York, 3 luglio 1929), è stato un attore cinematografico statunitense.
Secondo un'intervista concessa a Playboy nell'aprile 1975, l'attore Dustin Hoffman avrebbe preso il suo nome da quello di Dustin Farnum.

## Biografia
Dustin Lancy Farnum, nato il 27 maggio 1874 nel New Hampshire, è stato cantante, ballerino e attore. Dopo aver avuto grande successo a teatro, intraprese nel 1914 la carriera cinematografica, diventando uno dei protagonisti del cinema muto. Il suo esordio sugli schermi fu con Soldiers of Fortune di William F. Haddock. Nello stesso anno, girò anche The Squaw Man, il debutto nella regia di Cecil B. DeMille. Da allora, interpretò una serie variegata di ruoli, con preferenza per quelli western. Una scelta che lo portò ad essere una delle più grandi star del genere.
La sua carriera, negli anni venti, si avviò presto sul viale del tramonto. Il suo ultimo film risale al 1926, dove interpretò la parte del Generale Custer nel film The Flaming Frontier. Nella sua carriera girò 42 film. Appare in alcuni filmati d'archivio.

## Vita privata
Fu sposato all'attrice Winifred Kingston. Era il fratello maggiore dell'attore William Farnum e del regista Marshall Farnum. Pure sua figlia Estelle "Dustine" Runyon (1925-1983) si dedicò alla carriera di attrice, lavorando per la radio.
Farnum morì il 3 luglio 1929 a New York a 55 anni. È sepolto al Silver Lake Cemetery a Bucksport, nella contea di Hancock, nel Maine.

## Galleria d'immagini

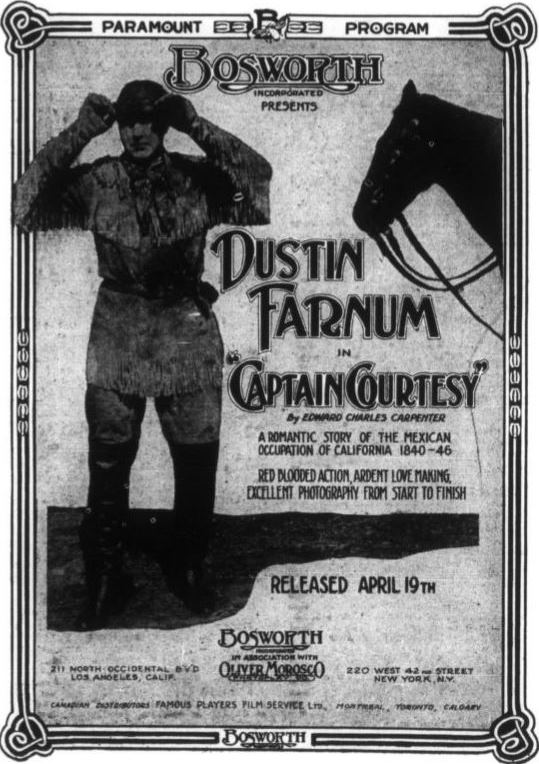
Captain Courtesy (1915)
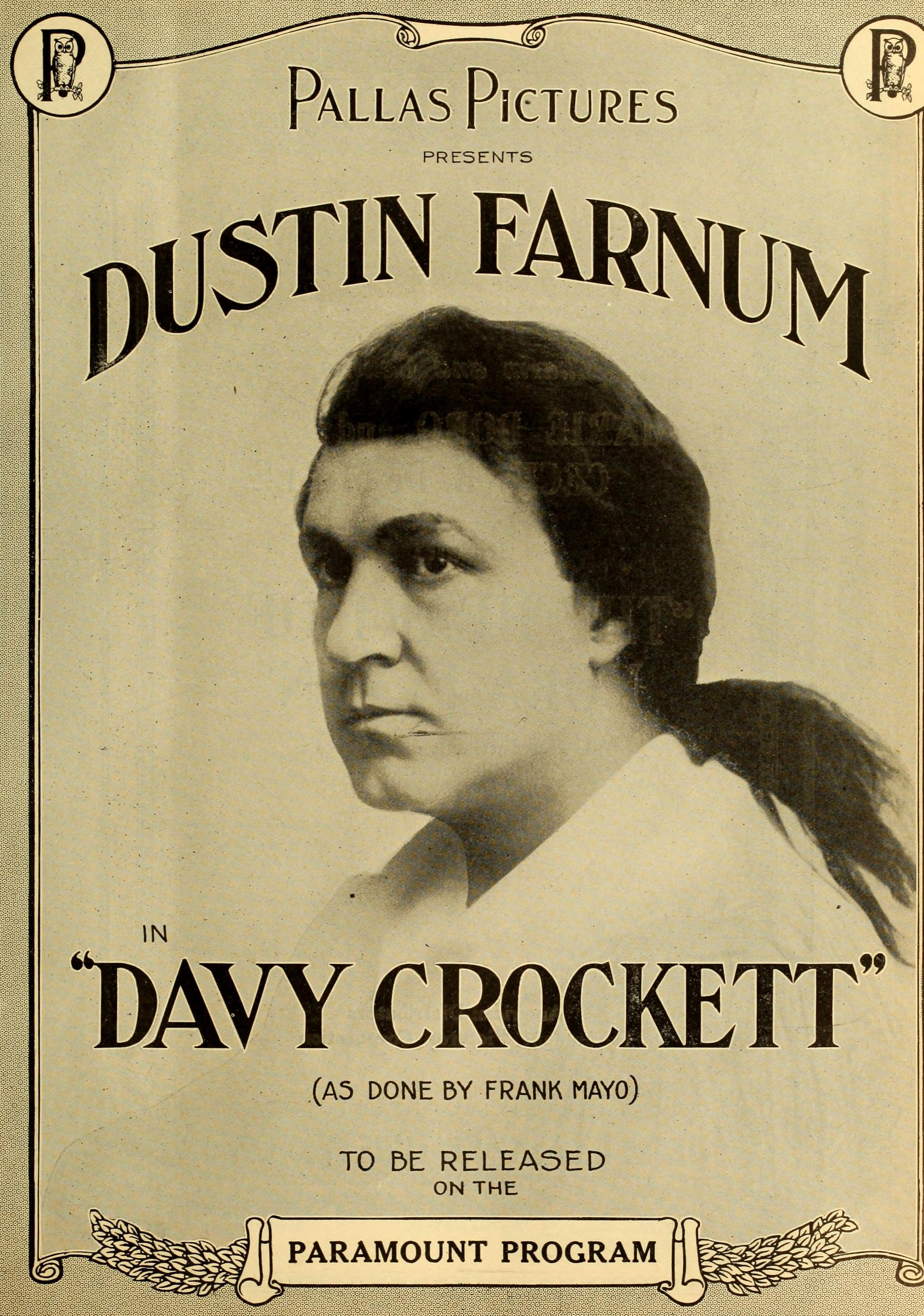
Davy Crockett (1916)
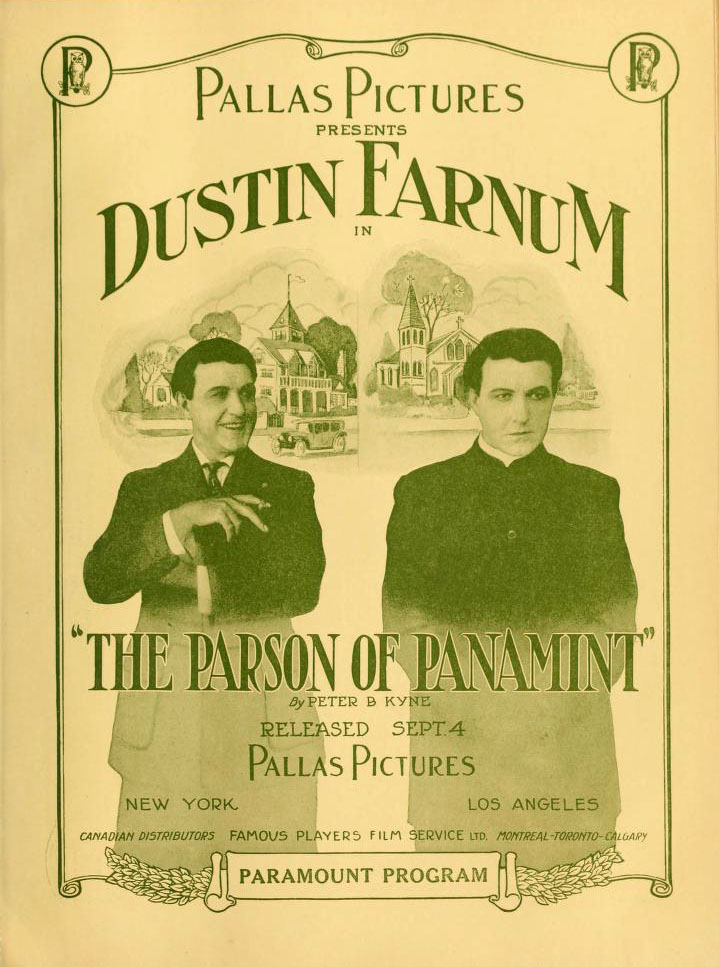
The Parson of Panamint (1916)
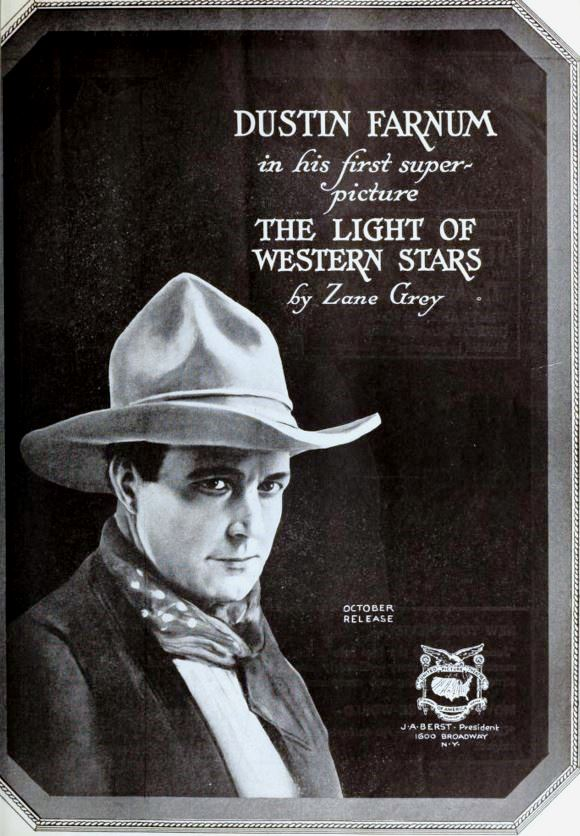
The Light of the Western Stars (1918)
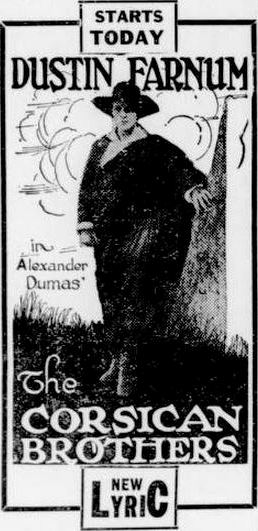
The Corsican Brothers (1920)

## Filmografia
La filmografia è completa. Quando manca il nome del regista, questo non viene riportato nei titoli
- Soldiers of Fortune, regia di William F. Haddock (1914)
- The Squaw Man, regia di Cecil B. DeMille (1914)
- The Lightning Conductor (1914)
- The Virginian, regia di Cecil B. DeMille (1914)
- When We Were Young (1914)
- Cameo Kirby, regia di Oscar Apfel (1914)
- Captain Courtesy, regia di Phillips Smalley, Lois Weber (1915)
- The Iron Strain, regia di Reginald Barker (1915)
- The Gentleman from Indiana, regia di Frank Lloyd (1915)
- The Call of the Cumberlands, regia di Frank Lloyd (1916)
- Ben Blair, regia di William Desmond Taylor (1916)
- David Garrick, regia di Frank Lloyd (1916)
- Davy Crockett, regia di William Desmond Taylor (1916)
- The Parson of Panamint, regia di William Desmond Taylor (1916)
- The Intrigue, regia di Frank Lloyd (1916)
- A Son of Erin, regia di Julia Crawford Ivers (1916)
- Durand of the Bad Lands, regia di Richard Stanton (1917)
- The Spy, regia di Richard Stanton (1917)
- North of Fifty-Three, regia di Richard Stanton e William Desmond Taylor (1917)
- The Scarlet Pimpernel, regia di Richard Stanton (1917)
- Ready Money Ringfield (1918)
- The Light of Western Stars, regia di Charles Swickard (1918)
- A Man in the Open, regia di Ernest C. Warde (1919)
- A Man's Fight, regia di Thomas N. Heffron (1919)
- The Corsican Brothers, regia di Colin Campbell e Louis J. Gasnier (1920)
- Big Happiness (1920)
- The Primal Law, regia di Bernard J. Durning (1921)
- The Devil Within, regia di Bernard J. Durning (1921)
- Iron to Gold, regia di Bernard J. Durning (1922)
- Strange Idols, regia di Bernard J. Durning (1922)
- Oath-Bound, regia di[Bernard J. Durning (1922)
- Trail of the Axe, regia di Ernest C. Warde (1922)
- The Yosemite Trail, regia di Bernard J. Durning (1922)
- While Justice Waits, regia di Bernard J. Durning (1922)
- Three Who Paid, regia di Colin Campbell (1923)
- The Buster, regia di Colin Campbell (1923)
- Bucking the Barrier, regia di Colin Campbell (1923)
- The Man Who Won, regia di William A. Wellman (1923)
- The Grail, regia di Colin Campbell (1923)
- Kentucky Days, regia di David Selman (1923)
- My Man, regia di David Smith (1924)
- The Flaming Frontier (1926)

### Film o documentari dove appare Dustin Farnum
- Movie Memories, regia di (non accreditato) Ralph Staub (1934)
- Personality Parade, regia di Ralph Staub (1938)